# Prekmurje
Prekmurje (hongarès: Muravidék, prekmurès: Prekmürsko) és la regió més oriental d'Eslovènia. Limita amb Hongria al nord-est, Àustria al nord-oest, Croàcia al sud i amb la regió eslovena de Baixa Estíria al sud-oest. Rep aquest nom pel riu Mura, que la separa de la resta d'Eslovènia (la traducció literal de l'eslovè vol dir Sobre-Mura).
La regió és plana al sud vora el riu Mura, petit tributari del riu Ledava, i hi ha alguns turons al nord (Goričko).
La capital de la regió és Murska Sobota. Altres ciutats importats són Lendava, Dobrovnik, Turnišče, Beltinci, Črenšovci.
Hi ha una considerable població hongaresa a la regió, així com un cert nombre de gitanos. La regió fou part del Comtat de Vas del Regne d'Hongria entre el segle xi - 1526, 1687 - 1849 i 1867 - 1918. També fou ocupada per Hongria de 1941 a 1944 durant la Segona Guerra Mundial.